# Pepino Aznárez
Fortuño Aznárez de Biescas, habitualmente llamado por su apodo de Pipino o Pepino, (siglo XI - c. 1095) fue un noble sobrarbense, famoso por su papel en la corte del rey Sancho Ramírez de Aragón.

## Biografía
Durante el reinado de Sancho Ramírez aparece referido como copero (1066-1068) y caballerizo real (1073-1075). Tuvo igualmente las tenencias de Senegüé y Biescas, mientras que su hermano Sancho Aznárez tenía Perarrúa.
Fortuño casó con una mujer llamada Sancha, con la que mantenía un parentesco lo bastante cercano para que generara problemas canónicos.
La expansión del reino de Aragón a finales del siglo XI supuso un empuje de los nobles sobrarbenses hacia el Somontano de Alquézar. La propia ciudad fue tomada en 1069. Así Fortuño parece haber dejado a su hermano sus tenencias originales, tomando en cambio el gobierno de Bielsa y de Alquézar tras 1080. La ciudad era entonces uno de los principales núcleos urbanos del reino y la cabeza de playa para la posterior expansión hacia Barbastro.
Alquézar supuso un conflicto eclesiástico entre las sedes de Jaca y Roda, al encontrarse en la zona fronteriza entre ambas. La primera sede estaba en manos de García Ramírez, hermano del rey. Influyente en la corte, García fue habitualmente el eclesiástico beneficiado de la expansión del reino pese a que esto generó conflictos entre el obispo y el rey. El obispo de Roda, Ramón Dalmacio, aprovechó la conflictividad del matrimonio de Fortuño para legalizar su casamiento a cambio de la incorporación de su tenencia en la diócesis rotense. La maniobra parece haber contado con el apoyo de Sancha Ramírez, hermana del rey y de García y otra de las de las figuras más poderosas de la corte.
Fortuño parece haber explotado la desconfianza del monarca hacia su hermano, temeroso de la lealtad de parte de la nobleza tras la guerra de los Tres Sanchos y el asesinato de Sancho de Peñalén. Este conflicto sucesorio había dividido el reino de Pamplona entre León y Aragón poniendo el condado de Navarra en manos de Sancho Ramírez pero bajo homenaje a Alfonso VI de León. Varios nobles de la corte de Sancho Ramírez, como Sancho Sánchez de Erro, parecen haber mostrado lealtades oscilantes y haber sido empleados por Alfonso VI para obstaculizar los avances del monarca aragonés contra la taifa de Zaragoza, algo que el monarca temía que pasase con su hermano. En los conflictos subsiguientes Pipino fue hecho prisionero en la batalla de Morella de 1085, aunque pronto liberado. En 1086, García aprovechó esta derrota aragonesa para reconciliarse con su hermano y lograr el retorno de Alquézar a su diócesis.
En los años siguientes Alquézar fue bajo el gobierno de Pipino una base clave para las campaña de Pedro I contra Barbastro. Se le atribuye así a Pepino y a su hermano la fortificación de la localidad con un castillo. Hay sin embargo dudas sobre su reputación en la corte tras su participación en el conflicto pasado entre los hermanos reales. Los hermanos fueron también los constructores en 1087 del castillo de Artasona para poblar la localidad así como de torres en Tormos y Biota en 1091 con el mismo fin.

## Descendencia
A su muerte, Pepino dejó varios hijos que fueron parte clave de la aristocracia del Somontano:
- Barbatuerta, su sucesor en la tenencia de Alquézar en 1095 y uno de los lugartenientes más destacados de los reyes Pedro I y Alfonso I, a través del que dio origen a los señores de Azara y Castillazuelo
- Blasco Fortuñones, tenente de Azlor.
- García, que consta en la toma de Huesca
- Sancha, conocida por unas donaciones a Santa Cristina de Somport